# Xin-Fu-Hwa

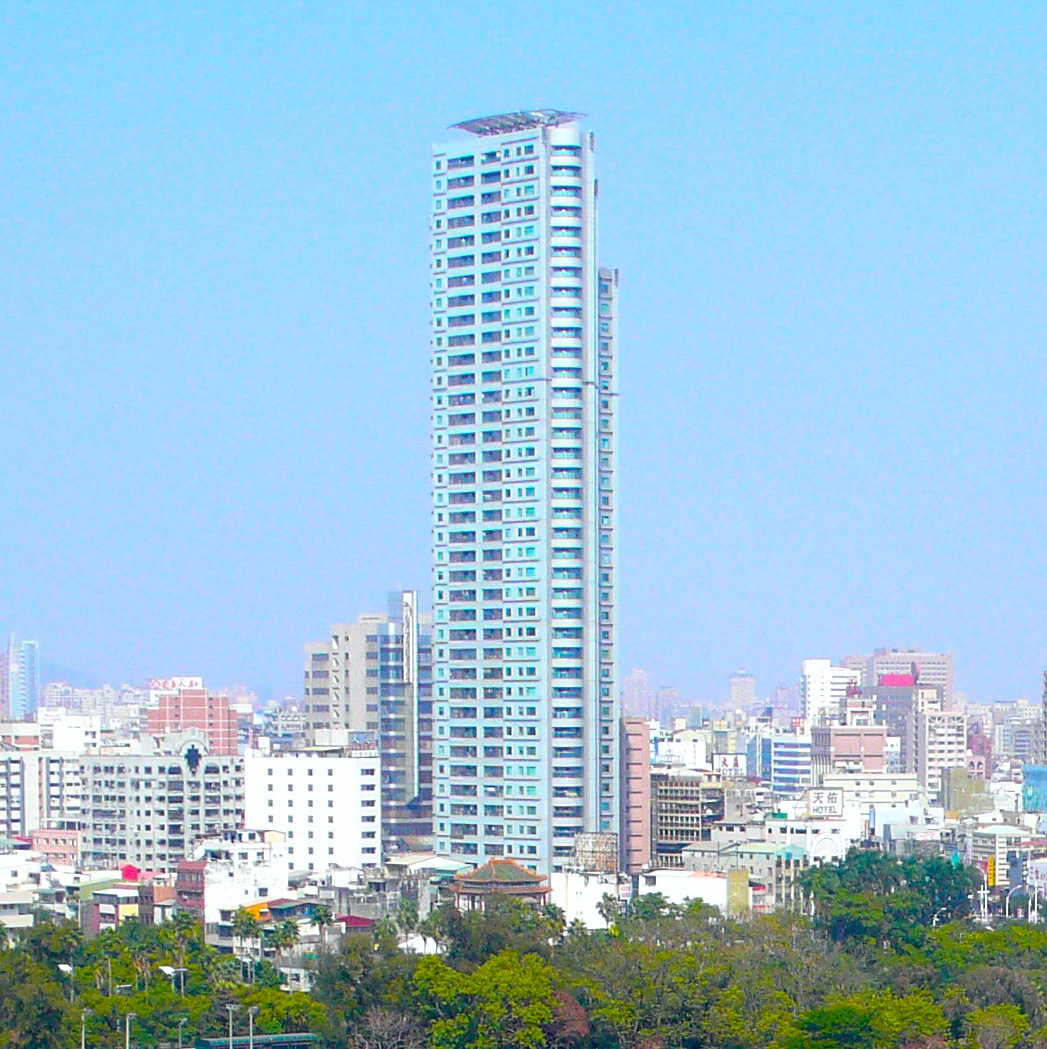
Xin-Fu-Hwa.

Der Xin-Fu-Hwa (chinesisch 馨馥華, Pinyin Xīnfùhuá) ist ein 148 Meter hoher Wolkenkratzer in der taiwanischen Stadt Kaohsiung. Der im Jahr 2000 eröffnete und 41 Etagen hohe Wolkenkratzer ist einer der höchsten Wohntürme der Insel Taiwan.